# Ipeľ
Ipeľ (på slovakisk) eller Ipoly (på ungarsk) (tysk Eipel) er en 232 km lang flod i Slovakiet og Ungarn og en af Donaus bifloder. Den har sit udspring centralt i Slovakiet i bjergene Slovenské rudohorie. Den løber sydover til den ungarske grænse, og så sydvestover, vestover og så mod syd igen langs grænsen før den munder ud i Donau nær Szob. 
Ipeľ løber gennem eller danner grænse mellem regionerne Banská Bystrica og Nitra i Slovakiet, og regionerne (megyék) Nógrád og Pest i Ungarn.

## Byer og landsbyer
- Poltár (SK)
- Kalinovo (SK)
- Boľkovce (SK)
- Litke (UN)
- Szécsény (UN)
- Balassagyarmat (UN)
- Šahy (SK)
- Salka (SK)
- Szob (UN)

48°37′24″N 19°38′40″Ø / 48.6234°N 19.6444°Ø